# Liste der Baudenkmäler in Mödrath
Die Liste der Baudenkmäler in Mödrath enthält die denkmalgeschützten Bauwerke auf dem Gebiet von Kerpen-Mödrath in Nordrhein-Westfalen (Stand: Januar 2021). Diese Baudenkmäler sind in der Denkmalliste der Stadt Kerpen eingetragen; Grundlage für die Aufnahme ist das Denkmalschutzgesetz Nordrhein-Westfalen (DSchG NRW).

## Baudenkmäler
Die Liste der Baudenkmäler enthält Sakralbauten, Wohn- und Fachwerkhäuser, historische Gutshöfe und Adelsbauten, Industrieanlagen, Wegekreuze und andere Kleindenkmäler sowie Grabmale und Grabstätten, die eine besondere Bedeutung für die Geschichte Erftstadts haben.
Hinweis: Die Reihenfolge der Denkmäler in dieser Liste entspricht der offiziellen Liste und ist nach Bezeichnung, Ortsteilen und Straßen sortierbar.
| Bild           | Bezeichnung                                             | Lage                         | Beschreibung | Bauzeit | Eingetragen seit | Denkmal- nummer |
| -------------- | ------------------------------------------------------- | ---------------------------- | ------------ | ------- | ---------------- | --------------- |
| weitere Bilder | Kriegerdenkmal                                          | Mödrath Albertus-Magnus-Str. |              |         | 09.10.2003       | 60              |
|                | Wehr im Abschlag zwischen Kleine Erft und Erftflutkanal | Mödrath bei Mödrath          |              |         | 23.06.2010       | 272             |
| Burg Mödrath   | Burg Mödrath                                            | Mödrath                      |              | um 1830 | 19.11.1984       | 4               |